# 豊玉姫神社 (南九州市)

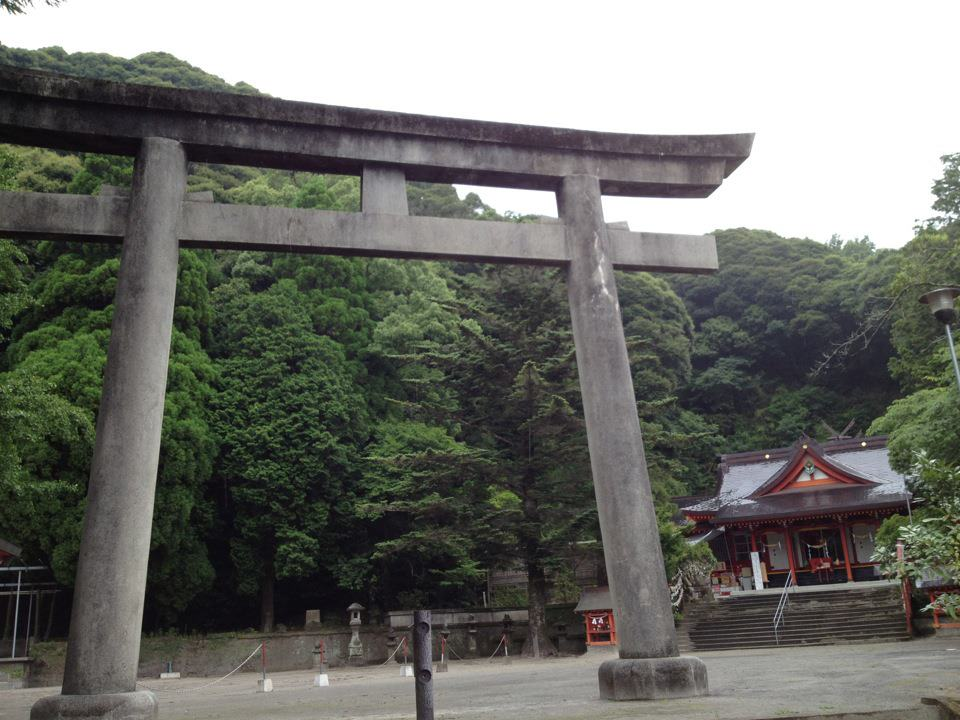
鳥居から見た本殿

豊玉姫神社（とよたまひめじんじゃ）は、鹿児島県南九州市知覧町郡にある神社。旧社格は県社。

## 祭神
豊玉姫命を主祭神とし、他に豊玉彦命、彦火々出命、玉依姫命を祀る。

## 由緒
創建年代は不詳であるが、かつて知覧の地を慈しみを持って統治に当たられた豊玉姫が崩御された後、人々がその御遺徳を慕い知覧城の出城である「亀甲城」の麓にあったとされる豊玉姫の宮居の跡（現在の知覧武家屋敷の森重堅庭園付近）に社殿を建立したのが当神社の始まりと伝えられている。天正年間に火災により社殿が焼失したため、慶長15年（1610年）に時の知覧領主島津忠充が、約1.5km西の現在地を寄進し遷座した。
元亨4年（1324年）には開聞神社の支配下にあり、開聞社領９町７反を領して「開聞中宮大明神」と称していた。至徳4年（1387年）には、開聞神社の支配から離れたのか「中宮三所大明神」と社名が変わり、慶長15年（1610年）には「中宮大明神」となった。慶応4年（1867年）に「中宮神社」と変わり、明治3年（1870年）に現在の社名に改称した。
1941年（昭和16年）10月1日、県社に列した。
古来より社格は高く、一郷鎮守の神としてのみならず、近郷の人々の信仰も厚く、郡司の知覧忠世の和与状に見えるように、地方民の精神的支えでもあったとされている。
「亀甲城」の近くの田圃の中には、豊玉姫の御陵と伝わる「豊玉姫陵」がある。ここは以前は木が生い茂り小さな林のようになっていたらしく、そこは鍬も入れてはならない場所とされていたという。そのため耕地整理が行われたときもそのまま残されたようである。
この知覧の地には豊玉姫に関する様々な伝承があり、海神綿津見大神の娘で、姉の豊玉姫は川辺に、妹の玉依姫は知覧に封ぜられることとなり、衣の郡（今の開聞の辺）を御出発になった。その経路は「鬢水峠（びんみずとうげ）」（鬢の毛の乱れを整えられた処）→「御化粧水（おごそみず）」（この水にて化粧された）→「飯野（いいの）」（昼飯をとられた処）→「宮入松（ぐれまつ・ぐいげまつ）」（正式に行列を正し休憩された処）を経て、「取違（とりちがい・といたげ）」（姉妹の神様が行く手を違われた処）にお泊りになったという 。ここで玉依姫は川辺が水田に富むことをお知りになり、急いで玄米のままの朝食をお炊きになって川辺へ先発された。平常のように白米をお炊きになった豊玉姫はおくれてしまったので、やむなく妹姫の宰領されることになっていた知覧へ向かい、上郡上の城山（亀甲城）の下に宮居をお定めになって、知覧を宰領されたという。
この本来行くべき所と逆に取り違えて行ったというのが、取違という地名の由来になっている。鬢水峠には、豊玉姫が腰掛けられたと伝わる石「腰掛石」がある。
一方、取違から川辺へと向かわれた玉依姫は、飯倉山の麓に居を構えられたという。後にこの飯倉山には飯倉神社が建立された。飯倉神社は寛元5年（1247年）に現在の鎮座地に遷座されるが、飯倉山は現在の鎮座地より南西に約2kmの所にある。

宝物として30面の神舞面や歴代領主奉納の扁額などを所蔵する。

## 祭祀
毎年7月9日から行われる六月灯では、水車の動力によるからくり人形（水車からくり）が上演される。江戸時代から始まったとされるが一時中断し、昭和54年（1979年）から現在の形式で再開された。現在、国の選択無形民俗文化財の選択を受けている。
神社前を流れる小川に水車を設け、その上にある屋台の上のからくり人形が水車の動力で動くという仕掛けである。演目は毎年変わるが歴史上の有名人や神話がモチーフとされることが多い。具体的には「那須与一」（平成18年）や、「風林火山・川中島の合戦」（同19年）などが挙げられる。

### 神職
宮司は豊玉姫命の従者の子孫であると伝える。